# Carnegie Deli
Carnegie Deli, ou Carnegie Delicatessen, é uma pequena e icônica cadeia de restaurantes delicatesse criada em Nova York. A principal filial, que foi aberta em 1937 ao lado do Carnegie Hall, ficava localizada no número 854 da Sétima Avenida (entre as ruas 54 e 55), em Midtown Manhattan. Mesmo após a principal filial ter fechado, outras ainda operam nos Estados Unidos e a empresa mantém um serviço de distribuição por atacado. Atualmente funciona uma filial fixa da rede em Las Vegas no Hotel Mirage. Já em Nova York, o Carnegie Deli retorna em períodos sazonais dentro do Madison Square Garden.
A delicatesse da família Parker estava em sua terceira geração de proprietários. Entre os delis mais famosos dos Estados Unidos, foi operado por uma proprietária de segunda geração, Marian Harper Levine.
A sede principal na sétima avenida fechou em 31 de dezembro de 2016.

## Fechamento da sede principal
Em 24 de abril de 2015, a sede principal em Midtown Manhattan do Carnegie Deli foi temporariamente fechada devido à descoberta de uma linha de gás ilegal no restaurante. Con Edison estava investigando o restaurante. Após receber uma multa, o restaurante foi novamente fechado em 28 de julho de 2015, após serem encontrados novos problemas com o sistema de gás natural. A reabertura aconteceu em 9 de fevereiro de 2016.
No dia 30 de setembro de 2016 foi anunciado que o restaurante de Nova York seria fechado até o final do ano. A proprietária Marian Harper Levine afirmou que estava muito cansada e precisava de uma pausa nas operações do restaurante.
À meia-noite de 31 de dezembro de 2016, o Carnegie Deli da Sétima Avenida fechou após quase oitenta anos de serviço.

## Recepção e crítica
Em 2013, o Zagat Survey classificou o Carnegie Deli como o oitavo melhor deli na cidade de Nova York.
O USA Today chamou o restaurante de "o mais famoso" deli dos Estados Unidos.

## Galeria de imagens

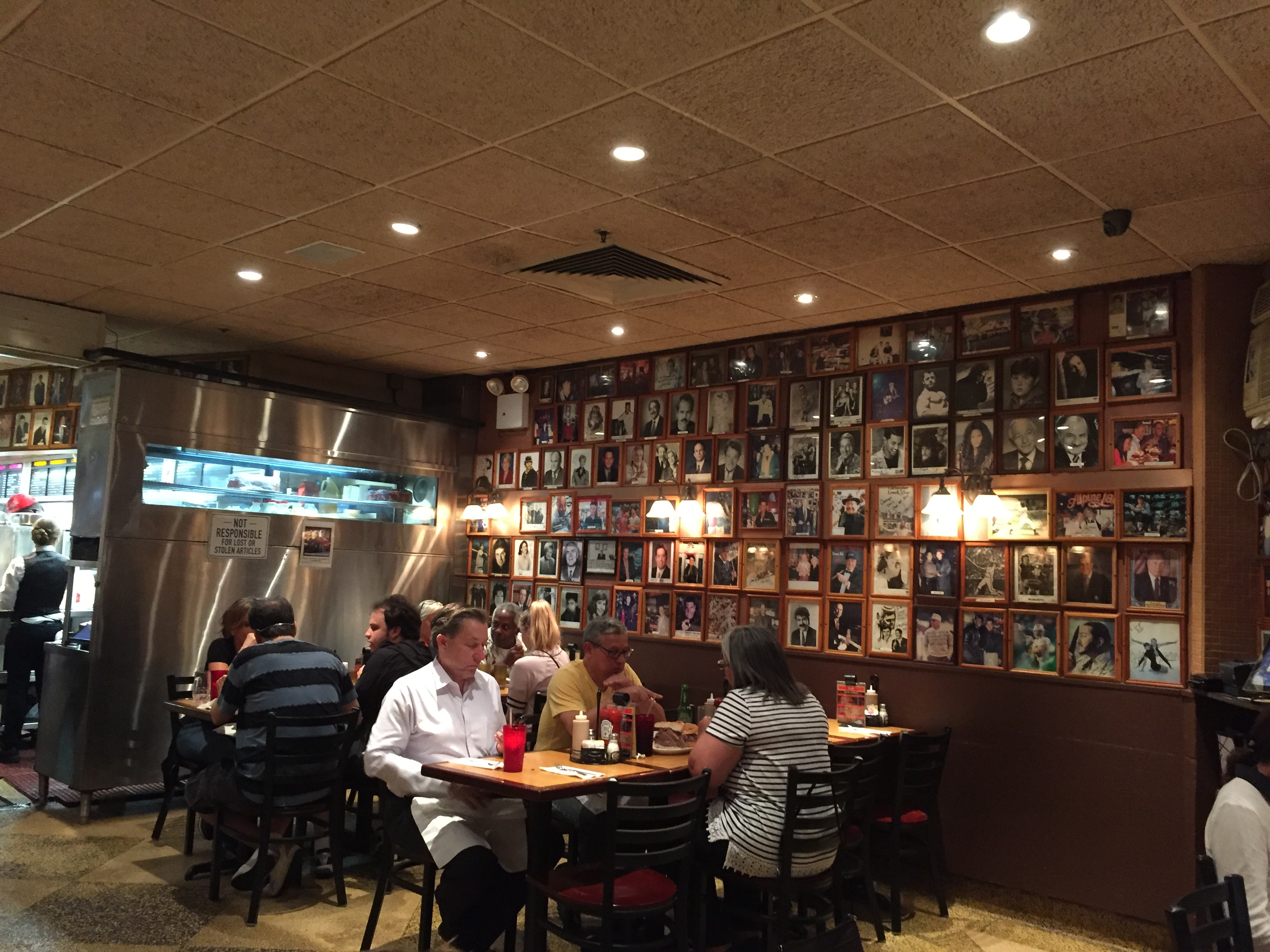
Visão interna do restaurante
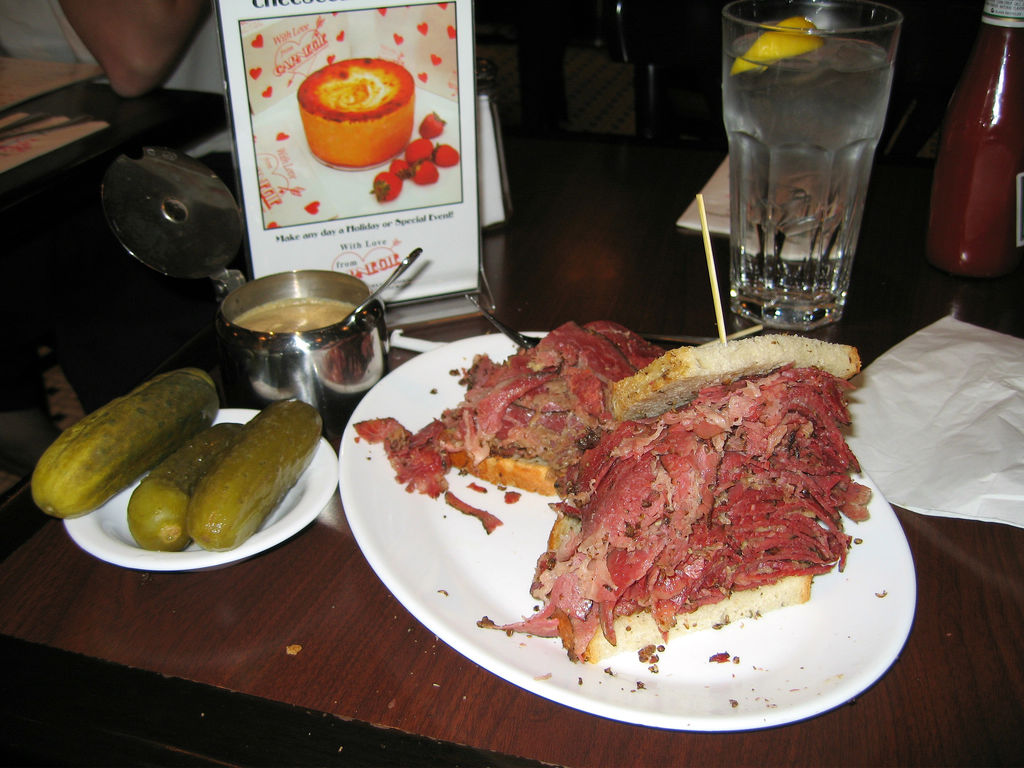
Um sanduíche pastrami
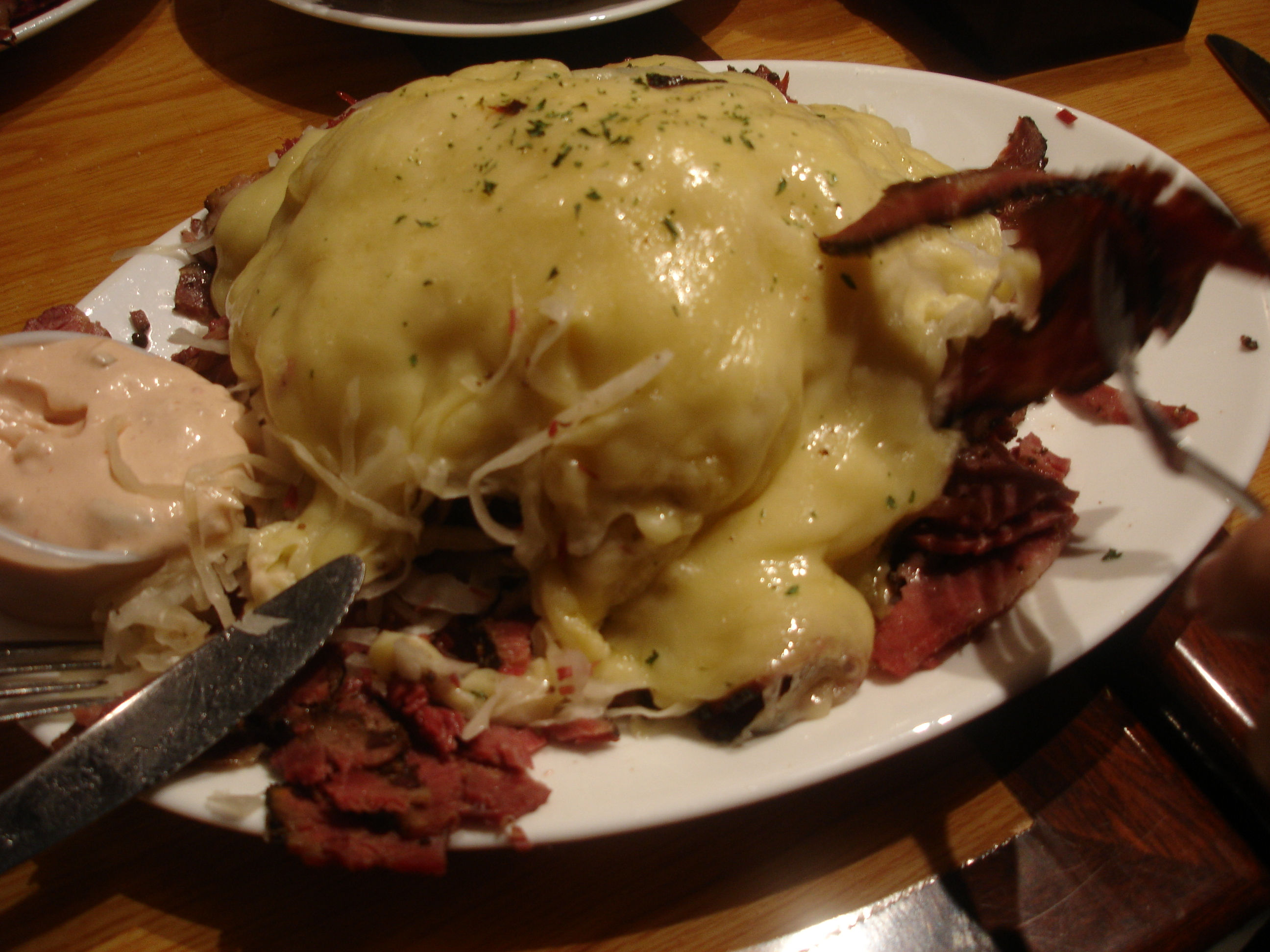
Um sanduíche Reuben
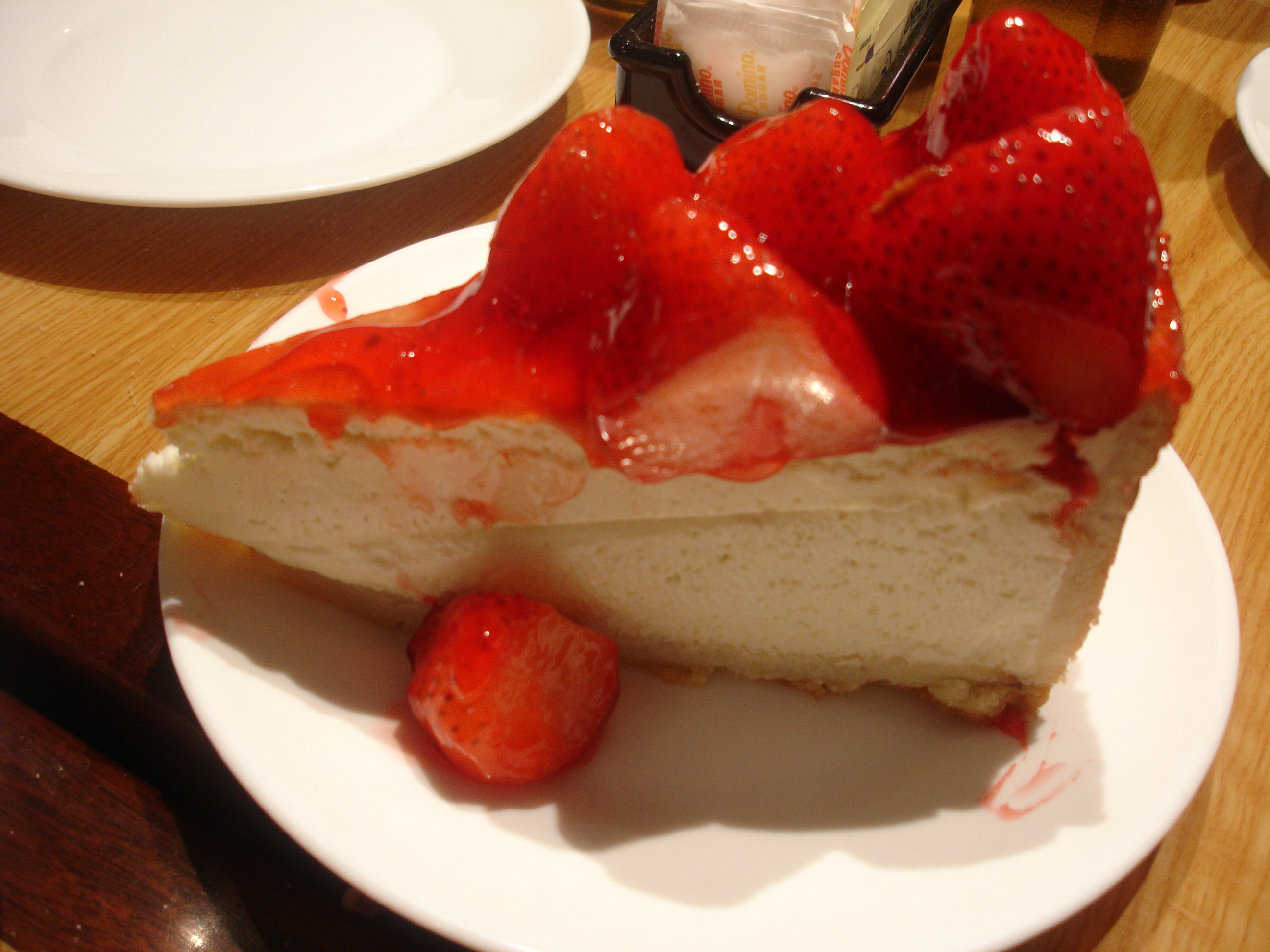
Um cheesecake de morango